# Козма (комуна)
Козма (рум. Cozma) — комуна у повіті Муреш в Румунії. До складу комуни входять такі села (дані про населення за 2002 рік):
- Валя-Сасулуй (31 особа)
- Валя-Унгурулуй (9 осіб)
- Козма (435 осіб) — адміністративний центр комуни
- Соколу-де-Кимпіє (145 осіб)
- Финацеле-Соколулуй (24 особи)

Комуна розташована на відстані 290 км на північний захід від Бухареста, 29 км на північ від Тиргу-Муреша, 70 км на схід від Клуж-Напоки.

## Населення
За даними перепису населення 2002 року у комуні проживали 644 особи.
Національний склад населення комуни:
| Національність | Кількість осіб | Відсоток |
| -------------- | -------------- | -------- |
| румуни         | 640            | 99,4 %   |
| цигани         | 4              | 0,6 %    |

Рідною мовою назвали:
| Мова      | Кількість осіб | Відсоток |
| --------- | -------------- | -------- |
| румунська | 643            | 99,8 %   |
| циганська | 1              | 0,2 %    |

Склад населення комуни за віросповіданням:
| Релігія        | Кількість осіб | Відсоток |
| -------------- | -------------- | -------- |
| православні    | 573            | 89,0 %   |
| греко-католики | 67             | 10,4 %   |
| баптисти       | 2              | 0,3 %    |
| адвентисти     | 1              | 0,2 %    |